# Miasjärvi
Miasjärvi är en sjö i kommunen Muonio i landskapet Lappland i Finland. Sjön ligger 241,4 meter över havet. Arean är 83 hektar och strandlinjen är 5,5 kilometer lång. Sjön  ingår i Torne älvs huvudavrinningsområde.   Den ligger omkring 200 kilometer nordväst om Rovaniemi och omkring 890 kilometer norr om Helsingfors. 